# Pædagogseminarium
Et pædagogseminarium er en uddannelsesinstitution, hvor man uddannes til socialpædagogisk arbejde med mennesker i alle aldre på institutioner som børnehave, SFO, ungdomsklub, ældreforsorg og arbejde med fysisk og psykisk handikappede eller mennesker med sociale problemer.
Den nuværende pædagoguddannelse har afløst flere tidligere, der hed børnehavelærerinde, socialpædagog og fritidspædagog m.v.
Under uddannelsen kan den studerende specialisere sig inden for linjefag i forhold til, hvilken aldergruppe og institutionstype de helst vil arbejde inden for.
Linjefagsblokkene efter 2007-uddannelsen er 1) sundhed, krop og bevægelse, 2) udtryk, musik og drama, 3) værksted, natur og teknik.
En tredjedel af uddannelsen udgøres af praktikophold i institutioner, hvor de studerende uddannes ved at deltage i det daglige arbejde.
Danmarks største pædagogseminarium bliver fra 2009 »Pædagoguddannelsen Storkøbenhavn« i KDAS's tidligere lokaler i Skovlunde, hvor seminarierne fra Glostrup og Ballerup flytter hen. 
Seminarierne kom i begyndelsen af 2000-tallet til at være en del af professionshøjskolerne / University Colleges.

## Oversigt over 21 pædagogseminarier i 2019
fremgår af et danmarkskort på UG.dk
Nordjylland:
- Aalborg (universitetsby)
- Hjørring
- Thisted

Midtjylland:
- Aarhus (universitetsby)
- Randers
- Grenaa
- Viborg
- Holstebro
- Ikast
- Horsens

Fyn, Sydjylland og Sønderjylland:
- Odense (universitetsby)
- Svendborg
- Esbjerg (universitetsby)
- Kolding (universitetsby)
- Jelling
- Aabenraa

Sjælland og Lolland-Falster:
- Hillerød
- Roskilde (universitetsby)
- Slagelse (universitetsby)
- Vordingborg
- Nykøbing Falster
- Holbæk

Online uddannelse
En række pædagogsemerier udbyder netuddannelse; bl.a. UC Syd, VIA University College, Københavns Professionshøjskole, Professionshøjskolen Absalon og studentum.dk